# Carpineto
Carpineto (en cors Carpinetu) és un municipi francès, situat a la regió de Còrsega, al departament d'Alta Còrsega. L'any 1999 tenia 11 habitants.

## Demografia
| 1962 | 1968 | 1975 | 1982 | 1990 | 1999 |
| ---- | ---- | ---- | ---- | ---- | ---- |
| 51   | 71   | 36   | 29   | 15   | 11   |

## Administració
| Període | Identitat      | Partit | Qualitat |  |
| ------- | -------------- | ------ | -------- |  |
| 2008-   | Marcel Ferrari |        |          |  |